# Hakim Ziyech
Hakim Ziyech - em árabe, حكيم زياش (Dronten, 19 de março de 1993) é um futebolista marroquino nascido na Holanda, que atua como ponta direita. Atualmente está sem clube.

## Carreira

### Heerenveen
Iniciou sua carreira profissional no SC Heerenveen em 2012, após uma longa passagem pela categoria de base do clube. Ele fez sua estreia profissional em 2 de agosto de 2012 na Liga Europa contra o Rapid București.
Fez seu primeiro golo como profissional na vitória por 2–0 sobre o NAC Breda, em 10 de agosto de 2013, pela Eredivisie.
Nessa mesma edição de campeonato neerlandês, o jogador atingiu destaque individual e atingiu nove gols e assistências, contribuindo com suas jogadas individuais e dando ao clube gols o suficiente para o time brigar por vagas em competições europeias. Desse modo, eles atingiram 57 pontos e rumaram aos play-offs da Liga Europa ao atingirem a 5ª posição na Eredivisie.
Entre outros momentos relevantes na época, como quando fizera um doblete contra o AZ Alkmaar nas Oitavas de Final da Copa dos Países Baixos, o meia-atacante chamou a atenção de outros times locais e Hakim abdicou de sua equipe em agosto de 2014 por 3,5 milhões de euros.

### Twente

#### 2014–15
Em 17 de agosto de 2014 foi contratado pelo FC Twente por 3,5 milhões de euros. Estreou em 21 de agosto de 2014, no empate por 0–0 contra o Qarabağ pelo Play-off da Liga Europa de 2014–15. Em 21 de setembro de 2014, marcou seu primeiro gol pelo clube na vitória por 4–1 sobre o Heracles Almelo pela Eredivisie.
Nesse período, mostrou muita qualidade ao acertar o último toque e garantir 15 gols – 11 na Eredivisie – ao longo de 38 partidas. No entanto, mostrou-se ainda mais eficiente no quesito assistências, pois atingiu a marca de 16 somente na Eredivisie – onde liderou o ranking entre os atletas da competição.
Mesmo com este elevado número de participações, a equipe atingiu uma singela 10ª colocação, pois a equipe careceu de bons resultados durante o início da época. Seguindo por resultados oscilantes, a equipe somou apenas 43 pontos, ficando distante de participar de competições europeias na próxima época.
Apesar dos resultados pouco regulares na Liga, e também uma eliminação precoce nos play-offs da Liga Europa, a equipe disputou a Copa dos Países Baixos e pôde comemorar resultados mais eficazes, porém ainda sem o troféu. Em cinco jogos disputados, Ziyech estufou as redes quatro vezes em duas partidas e viu a equipe ser eliminada diante o PEC Zwolle na semifinal durante uma disputa de pênaltis.

#### 2015–16
Seguindo seus momentos, encontrou uma equipe menos regular durante a época seguinte. Apesar dos maus resultados, Ziyech foi elevado ao posto de capitão do time mesmo com apenas 22 anos. A equipe vencera apenas dois jogos nas primeiras 10 rodadas e especulou-se demasiadamente a saída do meio-campista em janeiro de 2015; contudo, o atleta decidiu ficar e ajudou a equipe a conseguir pontos o suficiente para não ser rebaixada na Eredivisie. Com 17 gols e 10 assistências, o marroquino não foi líder nem de gols ou assistências (ficou apenas um passe atrás de Édouard Duplan), mas pôs o FC Twente a atingir 40 pontos, firmando-se na 13ª posição e se garantindo na Elite do Futebol Neerlandês mais uma vez.
Extremamente visado pelas grandes equipes europeias, o talento do meio-campista foi exposto pelos principais jornais da Europa naquele período. Então, após o conturbado, porém exitosos individualmente, período no Twente, o marroquino decidiu deixar a equipe em agosto de 2016. Em seus dois anos no time, Ziyech marcou 34 gols em 76 jogos.

### Ajax

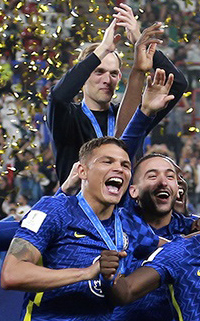
Ziyech comemorando o título do Mundial de Clubes com Thomas Tuchel e Thiago Silva.

Em 30 de agosto de 2016, Ziyech assinou com o Ajax por 11 milhões de euros, um contrato com duração de cinco anos, até 30 de junho de 2021. Estreou em 11 de setembro de 2016, na vitória por 1–0 sobre o Vitesse pela Eredivisie. Em 21 de setembro de 2016, marcou seu primeiro gol pelo Ajax na vitória por 5–0 sobre o Willem II pela Copa KNVB.
Em um dos clubes mais vitoriosos da Eredivisie, Hakim viveu seus principais momentos sob o comando do treinador promissor Erik ten Hag. O neerlandês colocou em campo grandes talentos jovens do Ajax e utilizou Ziyech juntamente de Davy Klaassen e Lasse Schöne em um trio de meio-campistas. O desempenho foi bom, mas os troféus não vieram, já que a equipe perdeu a final da Liga Europa da UEFA de 2016–17, ao Manchester United, e ficaram na 2ª colocação da Liga nacional.
Apesar da falta de conquistas coletivas, Ziyech voltou a se destacar individualmente na temporada. Marcou um gol na Copa dos Países Baixos, dois na Liga Europa e sete na Eredivisie, totalizando dez gols em 42 partidas. Mais uma vez, evidenciou-se como um dos principais criadores de jogadas do campeonato, liderando novamente o ranking de assistências da liga nacional, com 12 passes decisivos. Na Liga Europa, também contribuiu com quatro assistências em 13 jogos.
A época tivera um início negativo à equipe de Amesterdão, já que foram eliminados, consecutivamente, nos play-offs da Liga dos Campeões e da Liga Europa. Focando apenas em jogos nos Países Baixos, o marroquino conseguiu dar ao clube um de seus grandes momentos: fizera nove tentos em 34 jogos de Eredivisie de 2017–18 e liderou pela segunda vez consecutiva o ranking de assistências com 15. As 24 participações diretas em gol levaram a equipe a conseguir 79 pontos, mas ainda sem superar os 83 do PSV – que venceram a competição novamente.
Na temporada 2018–19, encontrou seu momento de maior glória individual e coletiva desde a estreia, especialmente após a mudança de posição para ponta-direita. Ziyech anotou 21 gols em 49 jogos, sendo 16 gols e 13 assistências – novamente estando na liderança do ranking deste último – em 29 jogos na Eredivisie. O time finalmente havia quebrado a hegemonia do PSV e puderam comemorar o título nacional pela primeira vez desde a chegada do africano, assim como sagraram-se campeões da Copa dos Países Baixos diante o Willem II Tilburg.
Mas seus principais momentos aconteceram na Liga dos Campeões da UEFA de 2018–19. O clube conseguiu se classificar dentro de um Grupo que possuía AEK Atenas, Benfica e FC Bayern München – depois de Hakim marcar dois gols nos play-offs. Nas oitavas de final, enfrentaram o Real Madrid e Hakim fizera um gol na derrota por 2–1 na Johan Cruijff Arena. No Estádio Santiago Bernabéu, os neerlandeses vencera com autoridade em uma goleada por 4–1, onde novamente ele fizera um tento, e eliminaram o maior vencedor da competição. Depois, impediram que a Juventus seguisse às semifinais após um placar agregado de 3–2.
Por fim, a equipe venceu o jogo de ida em Londres contra o Tottenham Hotspur. No jogo de volta, Ziyech marcou seu terceiro gol na competição aos 35 minutos após Matthijs de Ligt abrir o placar. A segunda metade do jogo, contudo, foi marcada por um hat-trick de Lucas Moura – que levou os Spurs para sua primeira final de Liga dos Campeões na história. Futuramente, em eleição da Uefa, acabou escolhido o oitavo melhor meia da Europa, ao lado do Dušan Tadić.
Em sua última época nos Países Baixos, o marroquino venceu o único título que lhe faltava em solo nacional. Na Supercopa dos Países Baixos de 2019, jogou por 31 minutos na vitória por 2–0 contra o PSV. A equipe, por sua vez, fizera uma campanha sólida na Copa, já que chegaram na semifinal, e liderava a Eredivisie de 2019–20 por uma vantagem nos critérios de desempate até a 25ª rodada. Após isso, os efeitos da Pandemia de COVID-19 nos Países Baixos fizeram com que as autoridades locais decidissem por cancelar a edição sem um campeão definitivo.
Com seis gols e 12 assistências na Liga, o marroquino não pôde defender os títulos que havia conquistado, mas, mesmo lidando com lesões ocasionais, e alternância entre a ponta-direita e o meia-atacante, o jogador foi essencial para os jogos disputados pelo time até aquele período. Confiantes no sucesso do africano, outros times passaram a sondá-lo de maneira ostensiva e o jogador deixou a Eredivisie para ir à Premier League depois de 48 gols e 82 assistências em 165 partidas.

### Chelsea

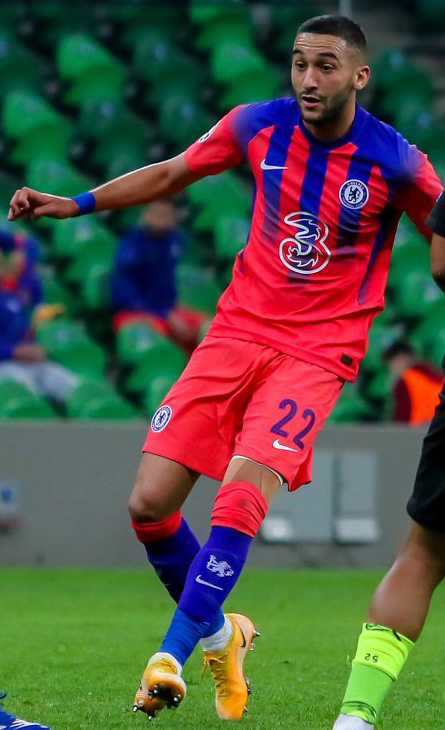
Ziyech jogando pelo Chelsea em 2020

Em 14 de fevereiro de 2020, foi anunciado que o Ajax e o Chelsea chegaram a um acordo para a transferência de Ziyech por uma taxa de 40 milhões de euros (potencialmente aumentando para um máximo de 44 milhões de euros, com fatores variáveis). O jogador ingressou no clube da Premier League a partir da temporada 2020–21. Dez dias depois, o Chelsea anunciou que havia acordado termos pessoais com Hakim e que ele havia assinado um contrato de cinco anos.
Sua estreia oficial pelo Chelsea aconteceu em 17 de outubro entrando nos minutos finais no empate por 3–3 contra o Southampton na Premier League de 2020–21. Dois jogos depois, foi importante ao marcar seu primeiro gol na competição, dando também uma assistência na vitória por 3–0 diante o Burnley. Concluiu a boa sequência na partida posterior ao dar mais duas assistências na vitória por 4–1 diante o Sheffield United.
Entre lesões e momentos de menor participação, Hakim não tivera grandes momentos no seu debut na Premier League. Com apenas dois gols em 23 partidas, o marroquino tivera momentos melhores nas Copas, onde estufou as redes do Sheffield United e do Manchester City nas Quartas e Semifinais da FA Cup. Porém, na decisão, viu Youri Tielemans marcar o único gol do jogo que deu o título ao Leicester City.

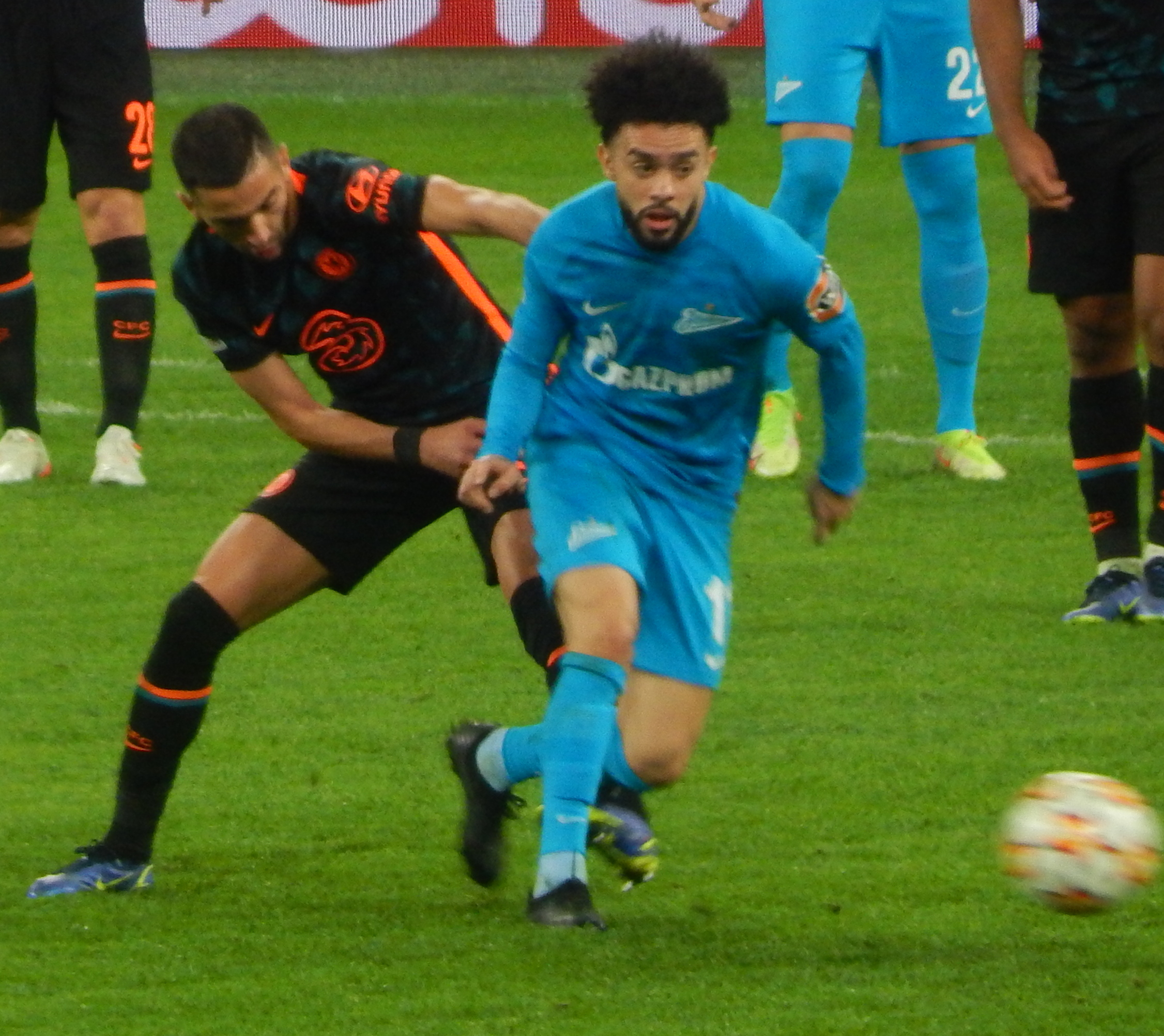
Hakimi disputando uma bola com Claudinho.

Ziyech também fez dois gols na Liga dos Campeões da UEFA. No primeiro jogo como titular dos Blues, em 28 de outubro, o marroquino marcou o seu primeiro gol com a camisa do Chelsea e foi um dos destaques da vitória fora de casa sobre o Krasnodar por 4–0. Eventualmente, marcou seu último tento contra o Club Atlético de Madrid em um triunfo por 2–0 no jogo de volta das Oitavas de Final.
Carecendo de jogos como titular até o fim da campanha – onde sequer jogou a final – o marroquino viu seus companheiros vencerem importantes jogos até chegarem à Final da Liga dos Campeões contra o Manchester City comandado pelo lendário Pep Guardiola. Ao fim dos 90 minutos, o time de Thomas Tuchel comemorou o bicampeonato continental ao vencerem os Citizens por 1–0.
Essa conquista levou o clube a disputar outros dois troféus na temporada 2021–22. No início dessa época, os Blues foram a campo enfrentar o Villarreal na Supercopa da UEFA de 2021, onde Hakim abriu o placar aos 27 minutos de jogo. Gerard Moreno, aos 73, empatou a partida e, seguindo tal empate, rumaram ás penalidades. O marroquino teve de sair de lesionado pouco antes do fim do primeiro tempo, mas contemplou a vitória dos ingleses nos pênaltis e garantiu seu segundo troféu pelo Chelsea.

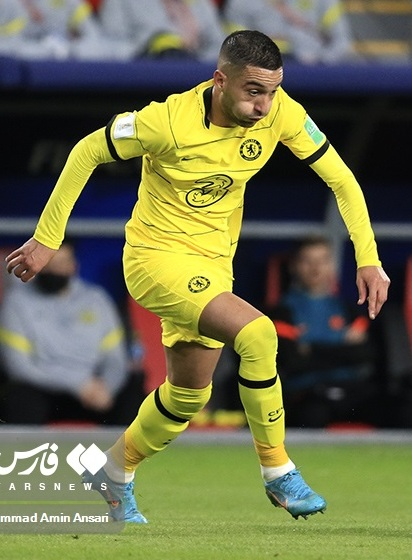
Ziyech na semifinal do Mundial em 2022.

A conquista da Liga dos Campeões também levou o clube a disputar o Mundial de Clubes de 2021, este disputado em fevereiro do ano seguinte nos Emirados Árabes Unidos. Hakim estreou na competição junto do restante do time, onde foi titular, e viu Romelu Lukaku fazer o único gol do jogo diante o Al-Hilal na semifinal.
Na final, encontraram o Palmeiras comandando por Abel Ferreira. Lukaku novamente fez o primeiro gol do jogo, mas Thiago Silva cometeu um pênalti que foi convertido pelo meio-campista palmeirense Raphael Veiga. O jogo terminou com o placar igual, e o marroquino entrou apenas nos acréscimos do segundo tempo no lugar de Mateo Kovačić.
Na prorrogação, foi a vez de Luan fazer um pênalti; dessa vez convertido pelo alemão Kai Havertz que garantiu o primeiro troféu de tal competição ao Chelsea – e o último de Ziyech pelos Blues.
O atleta seguiu sua passagem por Londres, mas careceu de sequência e diversas vezes tivera de assistir a um jogo inteiramente do banco de reservas. Na Premier League de 2021–22, fez apenas quatro jogos nas primeiras dez rodadas e só conseguiu marcar seu primeiro gol na 14ª jornada, ao desempatar a partida contra o Watford e garantir os três pontos em um triunfo por 2–1. Seu melhor momento com a camisa dos Blues ocorreu durante as rodadas 24, 22 e 26 – jogadas nesta ordem –, pois marcou, consecutivamente, contra o Brighton, Spurs e Crystal Palace – apenas para ser novamente suplente não utilizado pelos próximos dois jogos de Liga Inglesa. Desse modo, fez seu último gol com a camisa do time londrino na partida diante o Palace em 19 de fevereiro de 2022.
Ao mesmo tempo, disputava a Copa da Inglaterra e a Copa da Liga sem ter tanto destaque. Em ambas, conseguiu chegar até a final, mas o resultado final foi similar. Na FA Cup, marcou gols contra o Chesterfield Football Club e o Middlesbrough. Chegou até a decisão, mas foi reserva e performou apenas 35 minutos. Persistindo o empate sem gols do tempo regulamentar, os Blues levaram a partida às penalidades, onde Ziyech acertou sua cobrança, mas contemplou o erro de adversários e viu o Liverpool, comandado por Jürgen Klopp, conquistar a tradicional taça.
Pela Copa da Liga, não chegou a marcar gols, mas deu uma assistência para Kai Havertz abrir o placar contra o Southampton na 4ª Eliminatória. A equipe novamente conquistou grandes resultados até que enfrentou o Liverpool na decisão. O marroquino não entrou em campo por estar lesionado e os Reds novamente sobressaíram-se diante a equipe de Londres em uma Disputa por Pênaltis.

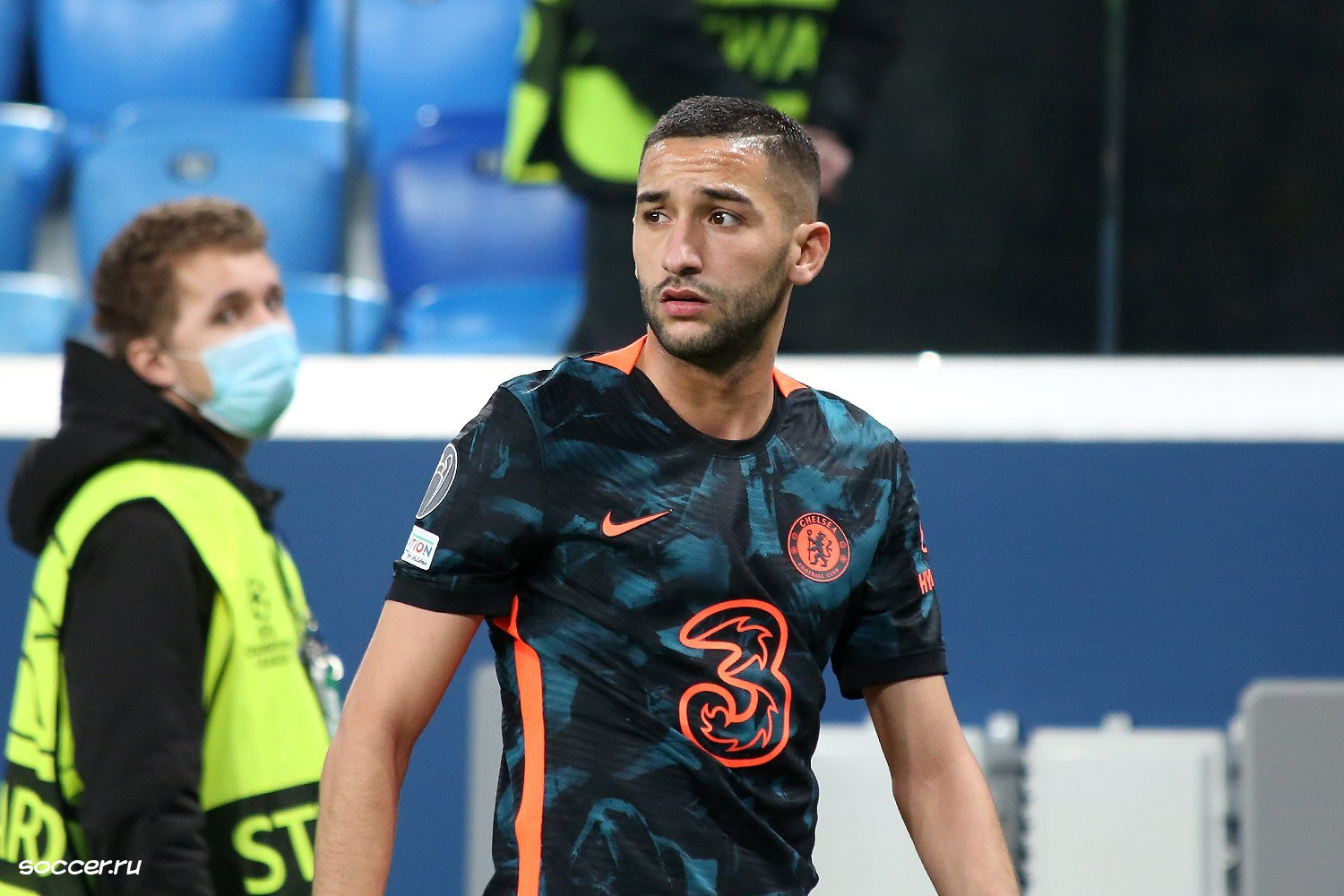
Ziyech em 2021 na Liga dos Campeões.

Pela Liga dos Campeões da UEFA de 2021–22, o time não tivera sucesso como na época passada, mas Hakim performou com certa regularidade. Em nove partidas, conseguiu estufar as redes do Malmö Fotbollförening na Fase de Grupos e contribuiu com assistências para Timo Werner e Kai Havertz marcarem seus gols contra a Juventus e o LOSC Lille respectivamente na Fase de Grupos e nas Oitavas de Final. Contudo, a equipe tivera um insucesso ao enfrentarem o Real Madrid de Karim Benzema e Vinícius Júnior, comandados por Carlo Ancelotti, e foram eliminados nas Quartas de Final.
Nos três anos em que jogou pelos Blues Ziyech chegou a ter certo protagonismo dentro do clube inglês. Contudo, em sua última temporada pelo clube, ele não conseguiu bom desempenho fazendo apenas 24 jogos, não conseguiu anotar gols e deu três assistências. Em 2022–23, ficou no banco de reservas na maior parte das partidas, sobretudo na reta final das competições.
Ziyech vestiu a camisa dos Blues por três temporadas e todo, disputou 107 partidas e marcou 14 gols.

### Galatasaray
Hakim Ziyech assinou oficialmente com o Galatasaray no dia 19 de agosto de 2023. Ele acertou por empréstimo com opção de compra. Em 16 de setembro de 2023, Ziyech fez sua estreia na vitória por 4 a 2 em casa contra o Samsunspor, depois que saiu do banco no segundo tempo. Em 23 de setembro, ele marcou seu primeiro golo pelo Galatasaray em uma vitória por 2–1 no İstanbul Başakşehir.
Na equipe turca, Ziyech mostrou ser muito eficaz ao clube em momentos diversos, ainda que tivesse de conviver com frequentes lesões nas regiões do pé e tornozelo. O marroquino atingiu a marca de seis gols em 18 partidas na Süper Lig de 2023–24, e ainda pôde marcar seus únicos dois gols na Liga dos Campeões da UEFA em um jogo contra o Manchester United que terminou 3–3 ainda na Fase de Grupos.
Tamanho destaque levou o Galatasaray, que conquistou a Supercopa da Turquia (este por W.O.) e a Liga, no dia 28 de junho de 2024, a comprar Ziyech em definitivo para o time turco.
Eventualmente, Hakim continuou no elenco, mas mostrou grande insatisfação com o treinador. Ele deu declarações publicas contra Okan Buruk e disse que estava "arrependido" de ter assinado com a equipe. Desse modo, após apenas 11 partidas uma assistência e nenhum gol feito, o marroquino deixou o clube em janeiro de 2025 após uma rescisão de contrato.

### Al-Duhail
No dia 30 de janeiro de 2025, o Al-Duhail, clube da Qatar Stars League, anunciou a contratação de Ziyech, em uma transferência gratuita após o jogador rescindir com o Galatasaray e ficar livre no mercado. Sua passagem lá foi mais curta que a do clube anterior. Jogando somente 13 jogos, onde fez um gol, deixou a equipe após o quarto mês de 2025 após o fim de seu curto contrato. O jogador deixa a equipe tendo ficado em 2º na Liga de Futebol do Catar, o vice-campeonato na Qatar Cup e outra eliminação nas quartas de final na Copa do Emir do Catar.

## Seleção do Marrocos

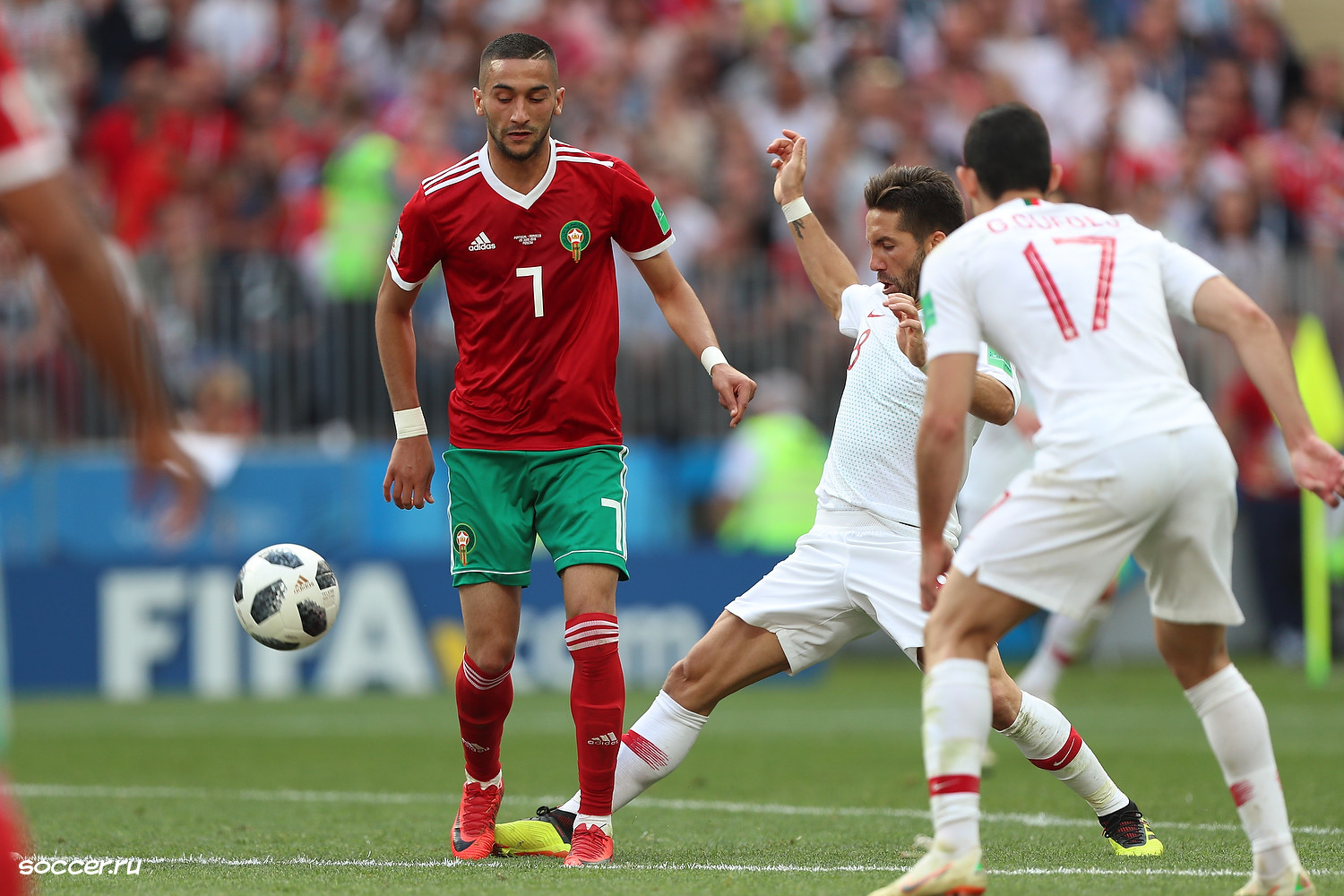
Ziyech contra Portugal na Copa do Mundo FIFA 2018

Em setembro de 2015, Ziyech ele decidiu jogar pela Seleção do Marrocos, e em outubro fez sua estreia na seleção contra a Costa do Marfim.
Ziyech foi selecionado para representar o Marrocos na Copa do Mundo da FIFA de 2018, na Rússia. Ele começou todos os três jogos na fase de grupos, mas o time foi eliminado na fase de grupos
Ziyech foi fundamental paro o Marrocos na Copa do Mundo da FIFA de 2022, no Catar, sendo a melhor participação de uma seleção do continente africano na história das copas. A seleção terminou em quarto lugar perdendo o terceiro lugar para Croácia. No caminho eliminaram as poderosas Bélgica (fase de grupos), Espanha (oitavas) e Portugal (quartas). A seleção acabou derrotada pela França na semifinal.

## Estatísticas
Atualizado até 25 de maio de 2023.

### Clubes
| Equipe            | Temporada         | Campeonato nacional | Campeonato nacional | Campeonato nacional | Copas nacionais | Copas nacionais | Copas nacionais | Competições continentais | Competições continentais | Competições continentais | Outros torneios | Outros torneios | Outros torneios | Total | Total | Total   |
| Equipe            | Temporada         | Jogos               | Gols                | Assist.             | Jogos           | Gols            | Assist.         | Jogos                    | Gols                     | Assist.                  | Jogos           | Gols            | Assist.         | Jogos | Gols  | Assist. |
| ----------------- | ----------------- | ------------------- | ------------------- | ------------------- | --------------- | --------------- | --------------- | ------------------------ | ------------------------ | ------------------------ | --------------- | --------------- | --------------- | ----- | ----- | ------- |
| Heerenveen        | 2012–13           | 5                   | 0                   | 0                   | 1               | 0               | 0               | 2                        | 0                        | 1                        | —               | —               | —               | 8     | 0     | 1       |
| Heerenveen        | 2013–14           | 33                  | 9                   | 9                   | 3               | 2               | 0               | —                        | —                        | —                        | —               | —               | —               | 36    | 11    | 9       |
| Heerenveen        | 2014–15           | 2                   | 2                   | 0                   | —               | —               | —               | —                        | —                        | —                        | —               | —               | —               | 2     | 2     | 0       |
| Heerenveen        | Total             | 40                  | 11                  | 9                   | 4               | 2               | 0               | 2                        | 0                        | 1                        | —               | —               | —               | 46    | 13    | 10      |
| Twente            | 2014–15           | 31                  | 11                  | 16                  | 5               | 4               | 2               | 2                        | 0                        | 0                        | —               | —               | —               | 38    | 15    | 18      |
| Twente            | 2015–16           | 33                  | 17                  | 10                  | 1               | 0               | 0               | —                        | —                        | —                        | —               | —               | —               | 34    | 17    | 10      |
| Twente            | 2016–17           | 4                   | 2                   | 1                   | —               | —               | —               | —                        | —                        | —                        | —               | —               | —               | 4     | 2     | 1       |
| Twente            | Total             | 68                  | 30                  | 27                  | 6               | 4               | 2               | 2                        | 0                        | 0                        | —               | —               | —               | 76    | 34    | 29      |
| Ajax              | 2016–17           | 28                  | 7                   | 11                  | 1               | 1               | 2               | 13                       | 2                        | 5                        | —               | —               | —               | 42    | 10    | 18      |
| Ajax              | 2017–18           | 34                  | 9                   | 15                  | 1               | 0               | 0               | 4                        | 0                        | 1                        | —               | —               | —               | 39    | 9     | 16      |
| Ajax              | 2018–19           | 29                  | 17                  | 13                  | 3               | 0               | 3               | 17                       | 5                        | 4                        | —               | —               | —               | 49    | 22    | 20      |
| Ajax              | 2019–20           | 21                  | 6                   | 12                  | 3               | 0               | 0               | 11                       | 2                        | 6                        | —               | —               | —               | 35    | 8     | 18      |
| Ajax              | Total             | 112                 | 42                  | 48                  | 8               | 1               | 5               | 45                       | 9                        | 16                       | —               | —               | —               | 165   | 49    | 72      |
| Chelsea           | 2020–21           | 23                  | 2                   | 3                   | 6               | 2               | 0               | 10                       | 2                        | 0                        | —               | —               | —               | 39    | 6     | 3       |
| Chelsea           | 2021–22           | 23                  | 4                   | 3                   | 9               | 2               | 1               | 9                        | 1                        | 2                        | 3               | 1               | 0               | 44    | 8     | 6       |
| Chelsea           | 2022–23           | 18                  | 0                   | 3                   | 2               | 0               | 0               | 4                        | 0                        | 0                        | —               | —               | —               | 24    | 0     | 3       |
| Chelsea           | Total             | 64                  | 6                   | 9                   | 17              | 4               | 1               | 23                       | 3                        | 2                        | 3               | 1               | 0               | 107   | 14    | 12      |
| Total na carreira | Total na carreira | 284                 | 89                  | 93                  | 35              | 11              | 8               | 72                       | 12                       | 19                       | 3               | 1               | 0               | 394   | 110   | 123     |

### Seleção Neerlandesa
Expanda a caixa de informações para conferir todos os jogos deste jogador, pela sua seleção nacional.
Sub-19
|    | Data                    | Local                         | Resultado | Adversário | Gol(s) | Competição |
| -- | ----------------------- | ----------------------------- | --------- | ---------- | ------ | ---------- |
| 1. | 29 de fevereiro de 2012 | Stadio Comunale Lido, Locarno | 3–0       | Suíça      | 0      | Amistoso   |

Sub-20
|    | Data                   | Local                                  | Resultado | Adversário | Gol(s) | Competição |
| -- | ---------------------- | -------------------------------------- | --------- | ---------- | ------ | ---------- |
| 1. | 8 de setembro de 2012  | Recep Tayyip Erdoğan Stadion, Istambul | 1–2       | Turquia    | 0      | Amistoso   |
| 2. | 15 de outubro de 2012  | Sportpark de Oude Landen, Nuenen       | 2–4       | Noruega    | 1      | Amistoso   |
| 3. | 6 de fevereiro de 2013 | Tallaght Stadium, Tallaght             | 2–4       | Irlanda    | 0      | Amistoso   |

Sub-21
|    | Data                 | Local                           | Resultado | Adversário | Gol(s) | Competição                |
| -- | -------------------- | ------------------------------- | --------- | ---------- | ------ | ------------------------- |
| 1. | 14 de agosto de 2013 | FK Viktoria Stadion, Praga      | 0–1       | Tchéquia   | 0      | Amistoso                  |
| 2. | 28 de maio de 2014   | St Mirren Park, Paisley         | 6–1       | Escócia    | 2      | Elim. Europeu Sub-21 2015 |
| 3. | 3 de junho de 2014   | Stadion De Geusselt, Maastricht | 3–1       | Luxemburgo | 0      | Elim. Europeu Sub-21 2015 |

## Títulos

#### Ajax
- Copa dos Países Baixos: 2018–19
- Eredivisie: 2018–19
- Supercopa dos Países Baixos: 2019

#### Chelsea
- Liga dos Campeões da UEFA: 2020–21
- Supercopa da UEFA: 2021
- Copa do Mundo de Clubes da FIFA: 2021

#### Galatasaray
- Supercopa da Turquia: 2023
- Süper Lig: 2023–24

### Prêmios individuais
- Jogador do ano da SC Heerenveen: 2013–14
- Equipe ideal da Eredivisie: 2015–16, 2016–17, 2017–18, 2018–19
- Jogador do ano da Ajax: 2017–18, 2018–19, 2019–20
- Futebolista Neerlandês do Ano: 2017–18
- Jogador do mês da Eredivisie: Outubro de 2018, Agosto de 2019
- Equipe ideal da CAF: 2018–19, 2019–20

### Líder em Assistências
- Eredivisie de 2014–15: 16 assistências
- Eredivisie de 2016–17: 12 assistências
- Eredivisie de 2017–18: 15 assistências
- Eredivisie de 2018–19: 13 assistências